# Spökflygaren (animerad kortfilm)
Spökflygaren (även Postflygaren) (engelska: The Mail Pilot) är en amerikansk animerad kortfilm med Musse Pigg från 1933.

## Handling
Musse Pigg delar ut post genom att flyga flygplan. Han får resa genom regn och snö och måste också se upp tjuvar.

## Om filmen
Filmen är den 56:e Musse Pigg-kortfilmen som producerades och den sjätte som lanserades år 1933.

## Rollista
- Walt Disney – Musse Pigg
- Marcellite Garner – Mimmi Pigg
- Billy Bletcher – Svarte Petter[5]